# Van Haaftenpolder
De Van Haaftenpolder is een polder en natuurgebied op het Zeeuwse eiland Tholen, gelegen ten noorden van Oud-Vossemeer.
Na de indijking van de polder en de bijbehorende afdamming van een zeearm, in 1852, bleef een kreek over, het Stinkgat genaamd. De kreek met bijbehorende oevers vormde uiteindelijk een natuurgebied van 9 hectare dat door Staatsbosbeheer werd beheerd. Door zoute kwel groeiden op de oevers nog zoutminnende planten, zoals lamsoor.
In 1972 werd de Krabbenkreekdam aangelegd, waarover de Provinciale weg 656 loopt, die de polder doorsnijdt.
In 1994 werd ongeveer 60 hectare van de polder aan de landbouw onttrokken en ingericht als natuurgebied, waarin ook het Stinkgat is gelegen. 
Het gebied wordt bezocht door tal van eenden en steltlopers, zoals smient en brilduiker. Ook de steltkluut en de grauwe franjepoot zijn er soms te vinden.